# Чкнах
Чкнах (арм. Չքնաղ) — село в Арагацотнской области Армении.

## География
Село расположено в северо-восточной части марза, к востоку от реки Касах, на расстоянии 34 километров к северу от города Аштарак, административного центра области. Абсолютная высота — 1945 метров над уровнем моря.
Климат
Климат характеризуется как умеренно холодный, влажный (Dfb в классификации климатов Кёппена). Среднегодовая температура воздуха составляет 5 °C. Средняя температура самого холодного месяца (января) составляет −6,7 °С, самого жаркого месяца (августа) — 16 °С. Расчётная многолетняя норма атмосферных осадков — 527 мм. Наибольшее количество осадков выпадает в мае (94 мм).

## Население
| Год переписи | Население          | Население          | Население          | Население            | Население            | Население            |
| Год переписи | Наличное население | Наличное население | Наличное население | Постоянное население | Постоянное население | Постоянное население |
| Год переписи | Всего              | Мужчины            | Женщины            | Всего                | Мужчины              | Женщины              |
| ------------ | ------------------ | ------------------ | ------------------ | -------------------- | -------------------- | -------------------- |
| 2001         | 251                | 112                | 139                | 250                  | 112                  | 138                  |
| 2011         | 234                | 109                | 125                | 239                  | 114                  | 125                  |